# 欽成皇后
欽成皇后（きんせいこうごう、皇祐4年（1052年） - 崇寧元年2月16日（1102年3月6日））は、北宋の皇帝神宗の側室。哲宗の母で、皇后として追尊された。姓は朱氏。

## 経歴
開封府祥符県の人。実父の崔傑を早くに亡くし、母は朱士安に再嫁した。継父の朱士安が貧窮したため、朱氏は任廷和の養女となった。
その後、後宮に入って御侍（皇帝の側女）となった。趙傭（後の哲宗）など多くの子供を産み、才人、婕妤、昭容、賢妃に進み、徳妃にいたった。
幼い哲宗が即位すると、姑の宣仁太后により皇太妃に封ぜられ、皇太后向氏より低い待遇を受けた。宣仁太后が崩ずると、親政する哲宗により皇太后と同じ扱いを受け、実父・継父・養父の三族は官爵を授けられた。
元符3年（1100年）に哲宗が崩じた際、嗣子がなかったので、章惇は皇太妃の次男の趙似を推薦したが、皇太后向氏が反対した。結局、向氏が神宗の息子のうちから、実母が薨去していた端王趙佶（後の徽宗）を帝位に即かせた。同年、「聖瑞」の徽号が朱氏に贈られた。崇寧元年（1102年）2月、朱氏は薨去した。皇后を追贈され、「欽成」と諡された。
欽宗の仁懐皇后朱氏と鄆王趙楷（欽宗の弟）の妃の朱鳳英は欽成皇后の姪（朱士安の子の朱桂納の娘）。欽宗の側妃の朱慎徳妃は仁懐皇后の従妹。

## 子女
- 趙傭（哲宗）
- 賢康帝姫
- 賢宜帝姫
- 趙似（簡王）
- 賢静帝姫

## 伝記資料
- 『宋史』
- 『宋会要輯稿』